# Levandule v kopci
Levandule v kopci je levandulová farma, nacházející se v obci Milíkov. Farma byla založena v roce 2014. Farma se zabývá pěstováním a také zpracováváním levandule.
Na farmě pěstují okolo 700 rostlin v přibližně 80 různých kultivarech.

## Výrobky
Farma svou levanduli zpracovává do čerstvých i sušených kytic. Na farmě je levandule pěstovaná v režimu bio, bez jakýchkoliv chemických ošetření. Sběr, péče o rostliny i obdělávání políčka probíhá ručně bez použití mechanizace.
Farma se (hlavně v zimních měsících) zábýva také navrhováním zahrad. Specializuje se na menší rodinné zahrady.